# USS Monadnock (BM-3)
Lo USS Monadnock  (codice e numero d'identificazione BM-3) in servizio dal 1896 al 1919 con l'US Navy. Ha partecipato alla guerra ispano-americana del 1898 e alla prima guerra mondiale dal 1917 al 1918.  

## Storia

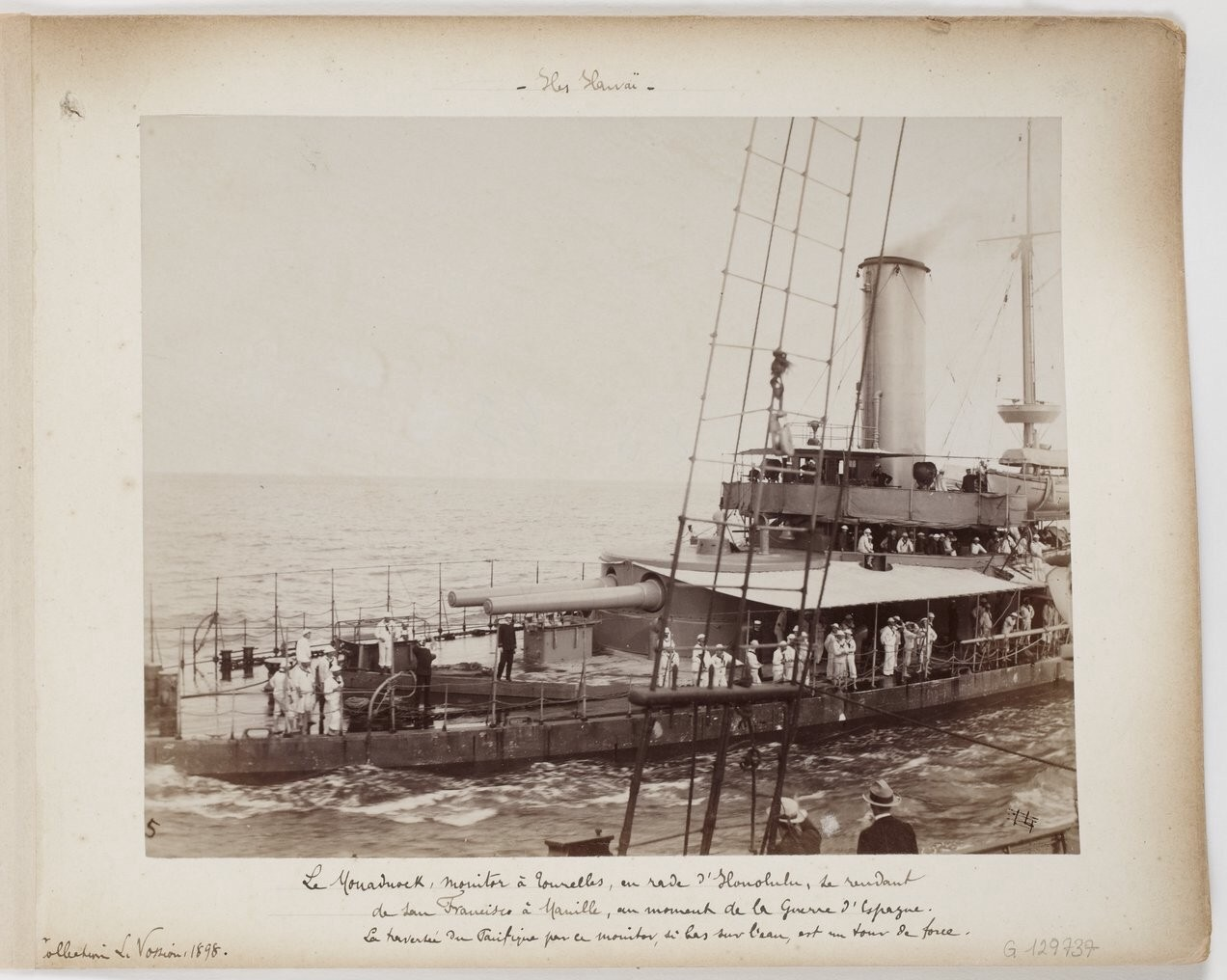
Il Monadnock in navigazione verso le isole Hawaii.

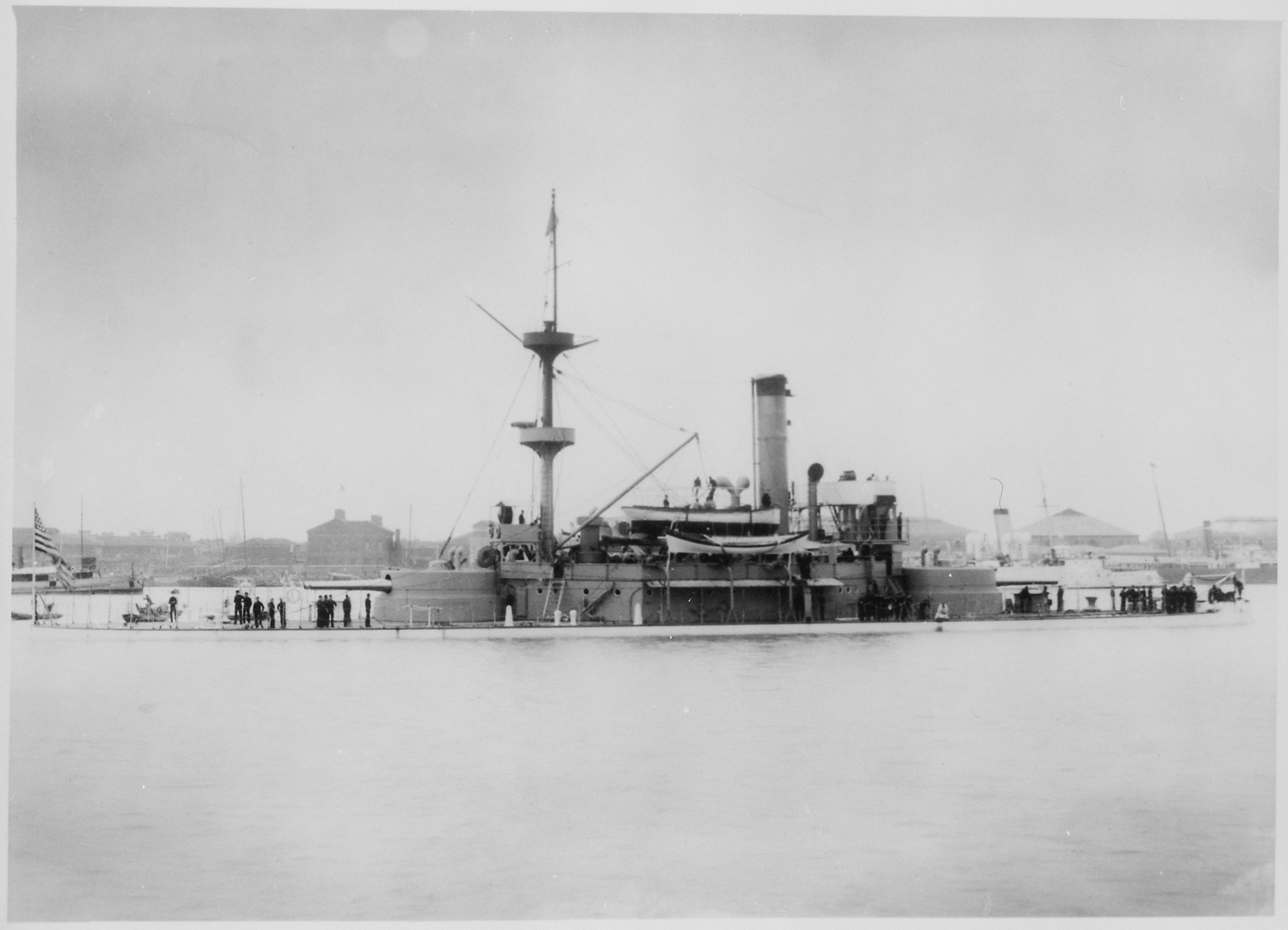
Il Monadnock, visto dal lato di dritta, in acque cinesi circa il 1901 (National Archives and Records Administration).

Il 23 giugno 1874, in risposta all'incidente del Virginius, il Segretario della marina statunitense George Maxwell Robeson ordinò la costruzione di un nuovo monitore, il Monadnock (BM-3), utilizzando i soldi della vendita per rottamazione di una precedente unità che portava lo stesso nome. Il contratto di costruzione fu assegnato a Phineas Burgess presso la Continental Iron Works di Vallejo, California il 24 giugno 1874; il monitore fu impostato nello stesso anno, varato il 19 settembre 1883, e completato presso il cantiere Mare Island Naval Shipyard entrò in servizio il 20 febbraio 1896 al comando del capitano, George W. Sumner, con il tenente comandante Edward David Taussig come ufficiale esecutivo.
Il Monadnock  aveva scafo in ferro, era lungo 80,18 m fuori tutto, aveva una larghezzadi 16,92 m e un pescaggio 4,42 m. dislocava 3.990 t. L'apparato propulsivosi basava su 2 macchine a triplice espansione e caldaie Babcock & Wilcox alimentate a carbone. La velocità massima era pari a 11,5 nodi. La dotazione di carbone era di 386 tonnellate. La nave aveva un'autonomia di crociera di 5.776 miglia nautiche (6.650 miglia; 10.700 km) a una velocità di 10 nodi (19 km/h; 12 mph). L'equipaggio era formato da 19 ufficiali, 164 tra sottufficiali e marinai.
La nave era armata con una batteria principale di quattro cannoni Mark 1 da 254/31 mm suddivisi in torrette binate, una a prua e una a poppa. L'armamento secondario era composto da 4 cannoni Hotchkiss da 57 mm in impianto singolo, e 2 cannoni  Hotchkiss da 47 mm in impianto singolo.  La cintura corazzata principale era spessa da 130 a 180 mm, mentre il ponte corazzato era spesso 44 mm. Le torri di grosso calibro aveva spessore frontale di 290 mm.
Dopo l'allestimento, il Monadnock prestò servizio come unità dello Squadrone del Pacifico lungo la costa occidentale. Nei due anni successivi, esercitazioni e crociere di addestramento lo portarono lungo la costa del Pacifico, dal Puget Sound alla penisola della Bassa California. Dopo lo scoppio della guerra con la Spagna, le fu ordinato di unirsi alla flotta dell'ammiraglio George Dewey nelle Filippine. Salpò da San Francisco, in California, il 23 giugno 1898, toccò le Hawaii all'inizio di luglio e raggiunse la baia di Manila il 16 agosto. Il 10 febbraio 1899, diversi resoconti indicano che la Monadnock partecipò alla battaglia di Caloocan, una città a poche miglia a nord di Manila. Partecipò anche ad altri combattimenti, come il bombardamento di una città a fine febbraio. Fino al dicembre 1899 operò  nel servizio di blocco nella zona di Mariveles-Manila-Cavite, con brevi viaggi verso Hong Kong.
Il 26 dicembre salpò per Hong Kong e per i successivi cinque anni navigò sui fiumi della Cina, in particolare sullo Yangtze, e lungo le sue coste per proteggere gli interessi americani. Tra il 27 gennaio e il 7 ottobre 1901, prestò servizio pressoché ininterrottamente alla foce dello Yangtze per proteggere l'insediamento straniero di Shanghai, operando in modo simile in altre tre occasioni: dal 6 dicembre 1902 all'8 aprile 1903, dal 18 settembre 1903 al 10 marzo 1904, e dall'8 aprile 1904 al 28 novembre 1904.
Il 3 febbraio 1905 tornò a Cavite. Partendo da Olongapo, rimase nelle Filippine, con due interruzioni per brevi visite a Hong Kong, fino al suo disarmo a Cavite il 10 marzo 1909. Nel servizio in Cina si alternò con un altro monitore, lo Monterey.
Rimessa in riserva il 20 aprile 1911, riprese le operazioni da Olongapo, fino alla sua entrata in servizio a pieno regime il 31 gennaio 1912 a Cavite. Per i successivi sette anni operò come nave appoggio sommergibili e rimorchiò bersagli. Disarmata per l'ultima volta il 24 marzo 1919, fu cancellata dal Naval Vessel Register il 2 febbraio 1923 e il suo scafo fu venduto dalla Asiatic Station il 24 agosto 1923.